# Quantisierungsachse
Als Quantisierungsachse wird in der Quantenmechanik die Raumrichtung bezeichnet, parallel zu der die quantisierte Komponente des Spin- oder Drehimpulsvektors gewählt wird. Dadurch wird die Basis festgelegt, in der Zustandsvektoren angegeben werden.
Jede Raumrichtung kann als Quantisierungsachse gewählt werden; in der Regel ist es sinnvoll, entweder eine Symmetrieachse des betrachteten Systems zu wählen oder die Achse, entlang welcher der Spin oder Drehimpuls im Experiment gemessen wird.

## Details

Quantisierung des Drehimpulses entlang der Quantisierungsachse. Die Kegel (und die Ebene) stellen die möglichen Orientierungen des Drehimpulsvektors mit dar.

In der Quantenmechanik sind Spin und Drehimpuls quantisiert, d. h. sie können nur bestimmte Werte annehmen, nämlich ganz- oder halbzahlige Vielfache der reduzierten Planck-Konstante {\displaystyle \hbar }.
Da die drei Komponenten des Spinvektors aber nicht gleichzeitig gemessen (oder bestimmt sein) können (die zugehörigen Observablen kommutieren nicht miteinander), ist die quantenmechanisch genauest mögliche Beschreibung des Drehimpulszustands eines Systems durch zwei Quantenzahlen gegeben:
- den Betrag des Drehimpulses, gegeben durch die Drehimpulsquantenzahl {\displaystyle L}, und
- den Wert einer Komponente des Drehimpulsvektors, eben der Komponente entlang der Quantisierungsachse: die magnetische Quantenzahl {\displaystyle m}, die in Einheiten von {\displaystyle \hbar } Werte von {\displaystyle -L,-L+1,\dots ,L-1,L} annehmen kann.

Für festen Betrag {\displaystyle L} kann also der Winkel des Drehimpulsvektors mit der Quantisierungsachse nur diskrete Werte annehmen (ist quantisiert), daher spricht man in diesem Zusammenhang auch von Richtungsquantisierung. Diese wurde erstmals im Stern-Gerlach-Experiment beobachtet, mit dem man die Quantisierung entlang eines angelegten Magnetfelds nachweisen kann.
Eine Wahl der Quantisierungsachse passend zur Symmetrie des Systems führt oft zu einer besonders einfachen Form des Hamiltonoperators des Systems und zu einfacheren Auswahlregeln für die möglichen Übergänge zwischen den Drehimpuls-Eigenzuständen.

## Beispiele
- Für ein Elektron in einem homogenen Magnetfeld in {\displaystyle z}-Richtung wählt man als Quantisierungsachse des Spins die {\displaystyle z}-Achse und findet zwei mögliche Eigenzustände des Spins in {\displaystyle z}-Richtung:[2]

{\displaystyle |S_{z}=+{\tfrac {1}{2}}\hbar \rangle }
{\displaystyle |S_{z}=-{\tfrac {1}{2}}\hbar \rangle }.
- Für ein polares Molekül in einem externen elektrischen Feld wählt man als Quantisierungsachse für die Drehimpulseigenzustände sinnvollerweise die Richtung des Feldes, da die Drehimpulseigenzustände dann auch Energieeigenzustände (und damit stationär) sind.[3]
- In einem Bell-Experiment werden Korrelationsmessungen an zwei verschränkten Zweizustandssystemen (z. B. zwei Spin-½-Teilchen) durchgeführt. Für jedes der beiden Teilchen wird (aus einer Menge vorher festgelegter Richtungen) zufällig eine Quantisierungsachse gewählt, entlang derer der jeweilige Spin gemessen wird.[2] Unter geeigneten Bedingungen (und bei hinreichend häufiger Wiederholung der Messung) lässt sich so die Verletzung der Bellschen Ungleichung nachweisen.